# GPS-navigationsenhed
En GPS-navigationsenhed, ofte blot kaldet en GPS, er enhver enhed som modtager Global Positioning System (GPS)-signaler med det formål at bestemme enhedens aktuelle position på jorden. GPS-enheder giver længdegrad og breddegrad, og nogle kan også bestemme Moh, selvom dette alene ikke er tilstrækkeligt nøjagtigt eller forsyningssikkert til flypiloter med hensyn til positionsbestemmelse grundet muligheden for f.eks. signalblokering eller signal-jaming. GPS-enheder anvendes i militær, luftfart, søfart og i forbrugerprodukt anvendelser.
GPS-enheder kan også have yderligere muligheder såsom:
- indeholdte kort, som kan vises i læsbart tekst- eller grafisk format.
- forslag til ruter til køretøjsføreren via tekst eller tale.
- forslag til ruter direkte til en førerløs bil som f.eks. en robotsonde.
- information om trafikale forhold (enten via historiske eller i reeltids data) og foreslå alternative ruter.
- information om nærtliggende faciliteter såsom restauranter, tankstationer, osv.

## Dedikerede GPS-navigationsenheder
Dedikerede GPS-navigationsenheder har forskellige grader af mobilitet. Håndholdte, udendørs eller sports modtagere har udskiftelige batterier som kan få dem til at fungere i adskillige timer, hvilket gør dem anvendelige til hiking, geocaching, cykelture og andre aktivititeter langt fra en elektrisk energikilde.  Deres skærme er små, og nogle viser ikke farver f.eks. for at spare energi. Cases er robuste og nogle kan tåle vandstænk.